# Campeonato Mundial de Ginástica Artística de 2009 - Salto sobre a mesa feminino
A competição de salto sobre a mesa feminino do Campeonato Mundial de Ginástica Artística de 2009 teve sua final disputada no dia 17 de outubro. A qualificatória que definiu as ginastas finalistas foi disputada em 14 de outubro

## Medalhistas
| Ouro   | USA Kayla Williams  |
| Prata  | SUI Ariella Kaeslin |
| Bronze | FRA Youna Dufournet |

## Resultados

### Qualificatória

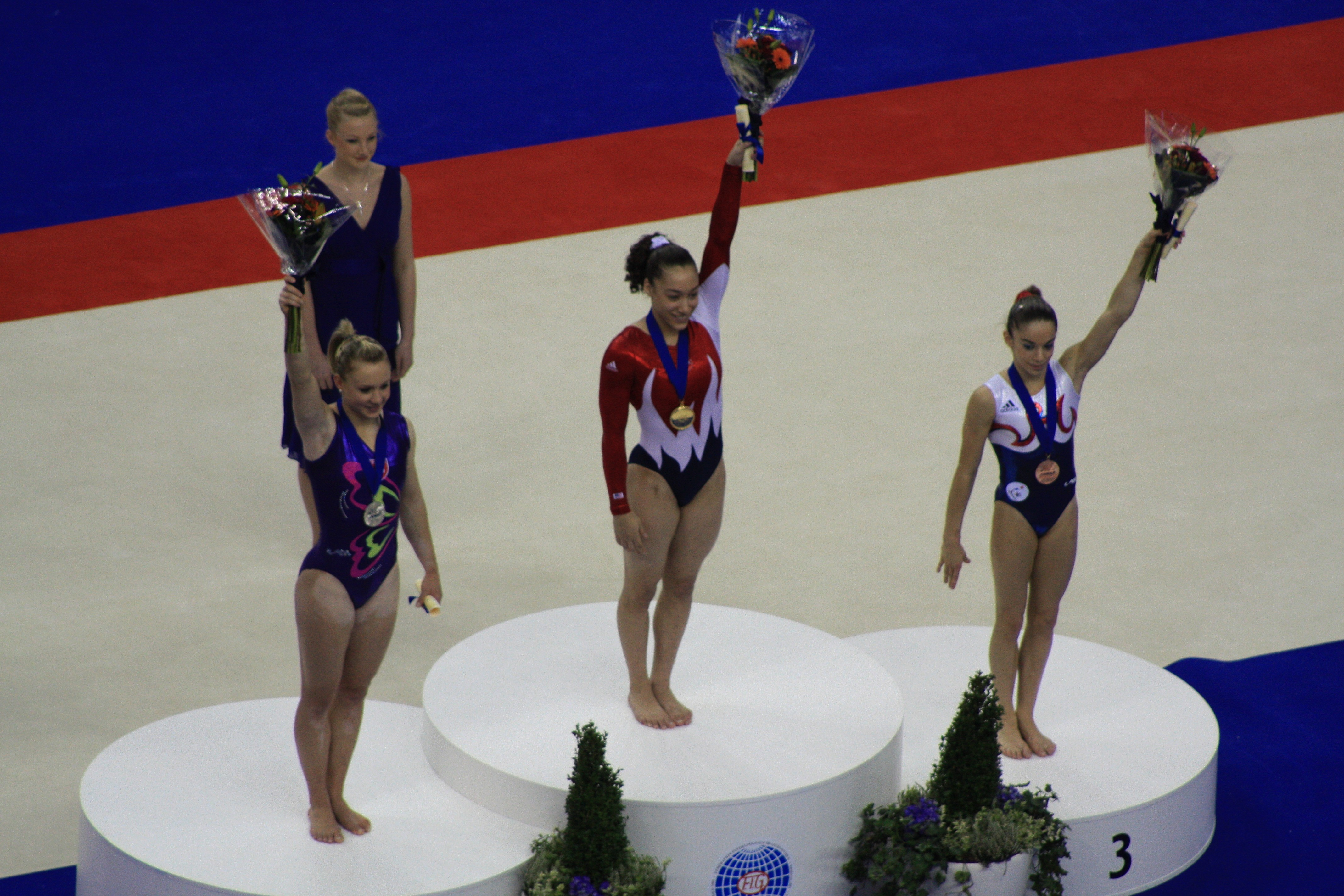
Pódio da prova

Esses são os resultados da qualificatória.
| Pos. | Ginasta                 | Total  | Nota |
| ---- | ----------------------- | ------ | ---- |
| 1    | USA Kayla Williams      | 14,812 | Q    |
| 2    | PRK Hong Un Jong        | 14,787 | Q    |
| 3    | RUS Anna Myzdrikova     | 14,450 | Q    |
| 4    | SUI Ariella Kaeslin     | 14,325 | Q    |
| 5    | RUS Ekaterina Kurbatova | 14,225 | Q    |
| 6    | FRA Youna Dufournet     | 14,212 | Q    |
| 7    | CAN Brittany Rogers     | 13,975 | Q    |
| 8    | MEX Elsa García         | 13,862 | Q    |
| 9    | GBR Rebecca Downie      | 13,850 | R    |
| 10   | GBR Marissa King        | 13,850 | R    |
| 11   | CZE Jana Komrsková      | 13,812 | R    |

- Q - qualificada para a final
- R - reserva

### Final
Esses são os resultados da final.
| Pos. | Ginasta                 | Salto 1 | Salto 1 | Salto 1 | Salto 1 | Salto 2 | Salto 2 | Salto 2 | Salto 2 | Total  |
| Pos. | Ginasta                 | Nota D  | Nota E  | Pen.    | Total   | Nota D  | Nota E  | Pen.    | Total   | Total  |
| ---- | ----------------------- | ------- | ------- | ------- | ------- | ------- | ------- | ------- | ------- | ------ |
|      | USA Kayla Williams      | 6,300   | 8,900   |         | 15,200  | 5,800   | 9,175   |         | 14,975  | 15,087 |
|      | SUI Ariella Kaeslin     | 6,300   | 8,775   |         | 15,075  | 5,300   | 8,775   | 0,1     | 13,975  | 14,525 |
|      | FRA Youna Dufournet     | 5,300   | 8,975   |         | 14,275  | 5,600   | 9,025   |         | 14,625  | 14,450 |
| 4    | RUS Ekaterina Kurbatova | 5,800   | 8,925   |         | 14,725  | 5,600   | 8,450   | 0,1     | 13,950  | 14,337 |
| 5    | PRK Hong Un Jong        | 6,500   | 8,025   | 0,1     | 14,425  | 6,500   | 7,700   | 0,1     | 14,100  | 14,262 |
| 6    | RUS Anna Myzdrikova     | 5,600   | 8,775   | 0,1     | 14,275  | 5,800   | 8,475   | 0,1     | 14,175  | 14,225 |
| 7    | CAN Brittany Rogers     | 5,800   | 8,625   |         | 14,425  | 5,600   | 8,475   | 0,1     | 13,975  | 14,200 |
| 8    | MEX Elsa García         | 5,300   | 8,800   | 0,1     | 14,000  | 5,200   | 7,475   | 0,1     | 12,575  | 13,287 |